# Гоити, Мартин де
Мартин де Гоити (исп. Martín de Goiti, 1549 — 1576) — испанский военнослужащий, мореплаватель, принимавший участие в операциях в Тихом океане и в Восточных Индиях с 1565 г. После 1569 г. находился под командованием Мигеля Лопеса де Легаспи, с которым воевал против раджи Сулеймана III, правителя Манилы, за установление контроля над местными территориями.

## Биография
Испанцы достигли Лусона в мае 1570 г. Сперва они вошли в Манильский залив, и, при поддержке некоторых вождей мусульманских племен, начали борьбу против трех местных князей (радж), Сулеймана III, Сулеймана II и Лакандулы (Лакан Дулы). Первым занятым ими поселением было Тондо. Затем испанцы прошли вдоль по течению реки Пасиг, поджигая другие населенные пункты и захватывая их. В течение десяти месяцев они успели продвинуться на значительное расстояние и заложить фундамент крепости Сантьяго. После прибытия в июне 1571 г. Лопеса де Легаспи, подписавшего мирный договор, испанцы утвердились в этом регионе.
Деятельность Гоити, участвовавшего в этом походе, не закончилась. С 1571 по 1573 г. он принимал участие в исследовании территорий, которые в будущем станут провинциями Пампанга и Пангасинан. Гоити, как и другие солдаты испанской короны, получали от короля в дар поместья на открытых и завоеванных ими территориях.
В 1574 г. Мартин де Гоити отражал нападение китайского пирата Ли Ма Хонга (Лимахонга), командовавшего тремя тысячами человек. Он устроил осаду Манилы, перебив довольно большое число испанцев. На помощь Гоити прибыл Сальседо, другой конкистадор, находившийся в то время в Вигане. Усилиями Сальседо Ли Ма Хонг был изгнан из Манилы, после чего отошел в устье реки Пангасинан для восстановления своих сил. Но испанцы еще несколько месяцев преследовали и там.
Мартин де Гоити похоронен в церкви Сан-Агустин в Маниле, в районе Интрамурос. В честь него названа одна из площадей столицы.